# يوشيتاكا واتانابي
يوشيتاكا واتانابً (باليابانية: 渡辺 佳孝) (مواليد 18 أبريل 1973)، هو لاعب كرة قدم ياباني سابق كان يلعب كمدافع.

## وصلات خارجية
- يوشيتاكا واتانابي على موقع رابطة كرة القدم اليابانية للمحترفين (اليابانية)